# José Guadalupe Martín Rábago
José Guadalupe Martín Rábago (San Miguel El Alto, Jalisco, 12 de outubro de 1935) é um clérigo mexicano e arcebispo católico romano emérito de León.
Vida
José Guadalupe Martín Rábago foi ordenado sacerdote em 22 de julho de 1962.
O Papa João Paulo II o nomeou bispo titular de Tuscamia e bispo auxiliar em Guadalajara em 15 de abril de 1992. Foi ordenado episcopal em 5 de junho do mesmo ano pelo Arcebispo de Guadalajara, Cardeal Juan Jesús Posadas Ocampo; Os co-consagradores foram Manuel Pérez-Gil y González, arcebispo de Tlalnepantla, e Francisco Raúl Villalobos Padilla, bispo de Saltillo. Como lema ele escolheu Victoria Christi Spes.
Foi nomeado bispo de León em 23 de agosto de 1995 e apresentado ao cargo em 18 de outubro do mesmo ano. Com a elevação ao arcebispado em 25 de novembro de 2006 foi nomeado arcebispo de León. Em 22 de dezembro de 2012, o Papa Bento XVI concedeu sua aposentadoria relacionada à idade. 